# 即墨县衙
即墨县衙，位于山东省青岛市即墨区中山路48号，是中华人民共和国山东省文物保护单位之一。
2006年12月7日，授予山东省文物保护单位，是一座古建筑。